# Mercury-Scout 1
Mercury-Scout 1 (MR-1) byla neúspěšná mise programu Mercury. Mise měla za úkol dopravit, pomocí upravené rakety Blue Scout II, na oběžnou dráhu malý satelit, který měl sloužit jako simulátor lodi Mercury a poskytl by tak možnost otestovat pozemní sledovací stanice a proškolit personál. První stupeň rakety Scout selhal 28 sekund po startu a zbytek rakety i se satelitem byl zničen na pokyn bezpečnostního důstojníka základny na Cape Canaveral.

## Pozadí mise

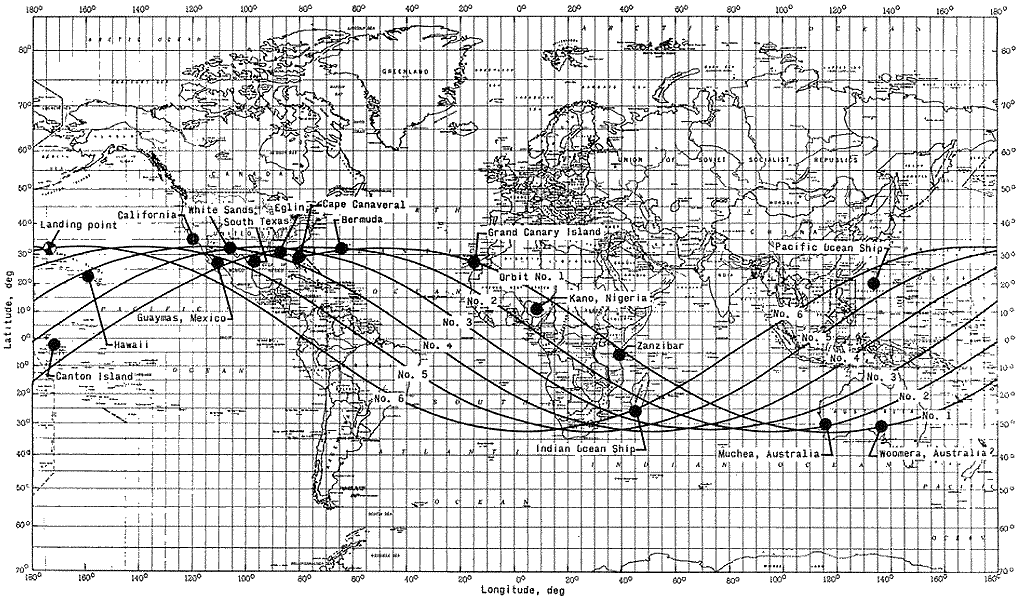
Mapa sledovacích stanic a lodí

V dobách prvních orbitálních letů programu  Mercury ještě neexistovala žádná síť komunikačních satelitů a veškerý kontakt mezi lodí na orbitě a řídícím střediskem NASA se uskutečňoval pomocí sledovací sítě pozemních stanic a námořních lodí. Kontakt s lodí Mercury probíhal v pásmech krátkých vln, velmi krátkých vln a ultra krátkých vln, pozice lodi byla sledovaná radary v pásmu C (C-Band, 4-8 GHz) a S (S-Band, 2-4GHz),viz Elektromagnetické spektrum . Data z lodí a stanic byla odesílána zpět do NASA po pozemních linkách, podmořských kabelech a krátkovlnným radiovým přenosem. Sledovací stanice a lodě byly rozmístěny po celém světě a kopírovaly dráhou lodi Mercury. Kontakt mezi kapslí Mercury a stanicí (lodí) trval jen několik minut, po dobu vizuálního kontaktu a když kapsle Mercury zmizela za horizontem (z pohledu pozemní základny) byl kontakt přerušen. Proto 5. května 1961 vydala NASA požadavek na vypuštění malého satelitu, který by byl vynesen pomocí rakety letectva Blue Scout II a sloužil by k nácviku personálu pozemní sledovací sítě.

## Popis satelitu a průběh mise

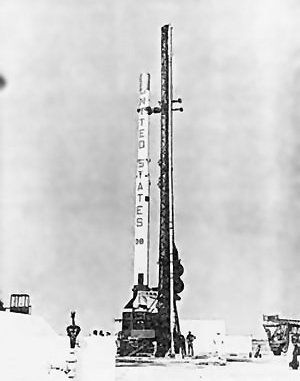
Raketa Scout na odpalovací rampě před startem.

Satelit vážil 67,5 kg a měl tvar malého obdélníkové krabice. Satelit byl vybaven dvěma radiovými přijímači řídících povelů, dvěma majáčky systému Minitrack (systém pro sledování těles na oběžných drahách), dvěma vysílači telemetrie a radiovými majáčky v pásmech 2-4 GHz (S-Band) a 4-8 GHz (C-band). Elektronické vybavení bylo napájeno 1500 Wh (watthodina) baterií. Satelit měl zůstat spojen se čtvrtým stupněm rakety Blue Scout II. Baterie měly být schopné napájet elektroniku satelitu po dobu až 18,5 hodiny. Pro zajištění delší doby činnosti bylo naplánováno vypnutí satelitu po třech obězích kolem Země (~5 hodin), což simulovalo plánovaný orbitální let lodi Mercury. Satelit mohl být takto restartován třikrát a poskytl by tak obsluze pozemní sledovací sítě srovnatelné množství zkušeností, jako tři orbitální mise Mercury. Jako nosič byla vybrána raketa Blue Scout II provozovaná americkým letectvem na Cape Canaveral Air Force Station. Příprava a odpálení rakety bylo svěřeno USAF. Raketa USAF Blue Scout II # D-8 odstartovala z komplexu 18B na Cape Canaveral 1. listopadu 1961 v 15:32 UTC. Po 28 sekundách selhal první stupeň Algol (používán na pozdějších testovacích raketách Litle Joe II programu Apollo), zbytek rakety byl zničen 44 sekund po startu, když bezpečnostní důstojník letectva vydal příkaz k autodestrukci. Subprogram Mercury-Scout byl poté zrušen, mezitím totiž odstartovaly dvě orbitální mise MA-4 a MA-5, které dostatečně prověřily sledovací síť.